# Hitachi (Ibaraki)
Hitachi (jap. 日立市, -shi) ist eine Stadt in Japan in der Präfektur Ibaraki.

## Geographie
Hitachi liegt nördlich von Mito und südlich von Iwaki.

## Geschichte
1910 wurde hier das Unternehmen Hitachi gegründet. Die Firma residiert seit langem in Tokyo und ist im Gründungsort nicht mehr vertreten.
Hitachi erhielt am 1. September 1939 das Stadtrecht.
Die Naturkatastrophe des Tōhoku-Erdbebens am 11. März 2011 mit dem nachfolgenden Tsunami forderte in Hitachi 13 Tote. 436 Wohngebäude wurden völlig und 3.989 weitere teilweise zerstört.

## Verkehr
- Straße:
  - Jōban-Autobahn nach Tokio oder Iwaki
  - Nationalstraße 6 nach Tokio oder Sendai
  - Nationalstraße 293, nach Ashikaga
- Zug:
  - JR Jōban-Linie nach Tōkyō und Sendai

## Städtepartnerschaften
- Birmingham
- Tauranga

## Söhne und Töchter der Stadt
- Kazuyo Sejima (* 1956), Architektin
- Hironobu Sakaguchi (* 1962), Videospiel-Entwickler

## Angrenzende Städte und Gemeinden
- Tōkai
- Hitachi-Ōta
- Naka
- Takahagi